# Mémorial aux bourgmestres Charles Buls et Émile Demot
Le Mémorial aux bourgmestres Charles Buls et Émile Demot est un monument commémoratif de 1928, situé avenue Louise à Bruxelles.

## Description
Il est construit en pierre bleue et reconstituée, rehaussée de hauts-reliefs en pierre blanche et d'un groupe sculpté axial en bronze doré. Les éléments sculptés sont dus à Victor Rousseau, l'architecture du monument ayant été confiée à Joseph Van Neck. Surélevé par quatre marches, le monument est ponctué par une double paire de stèles reliées par un muret. 

## Situation et accès
Le Mémorial aux bourgmestres Charles Buls et Émile Demot est situé avenue Louise.